# Confederatie van Targowica

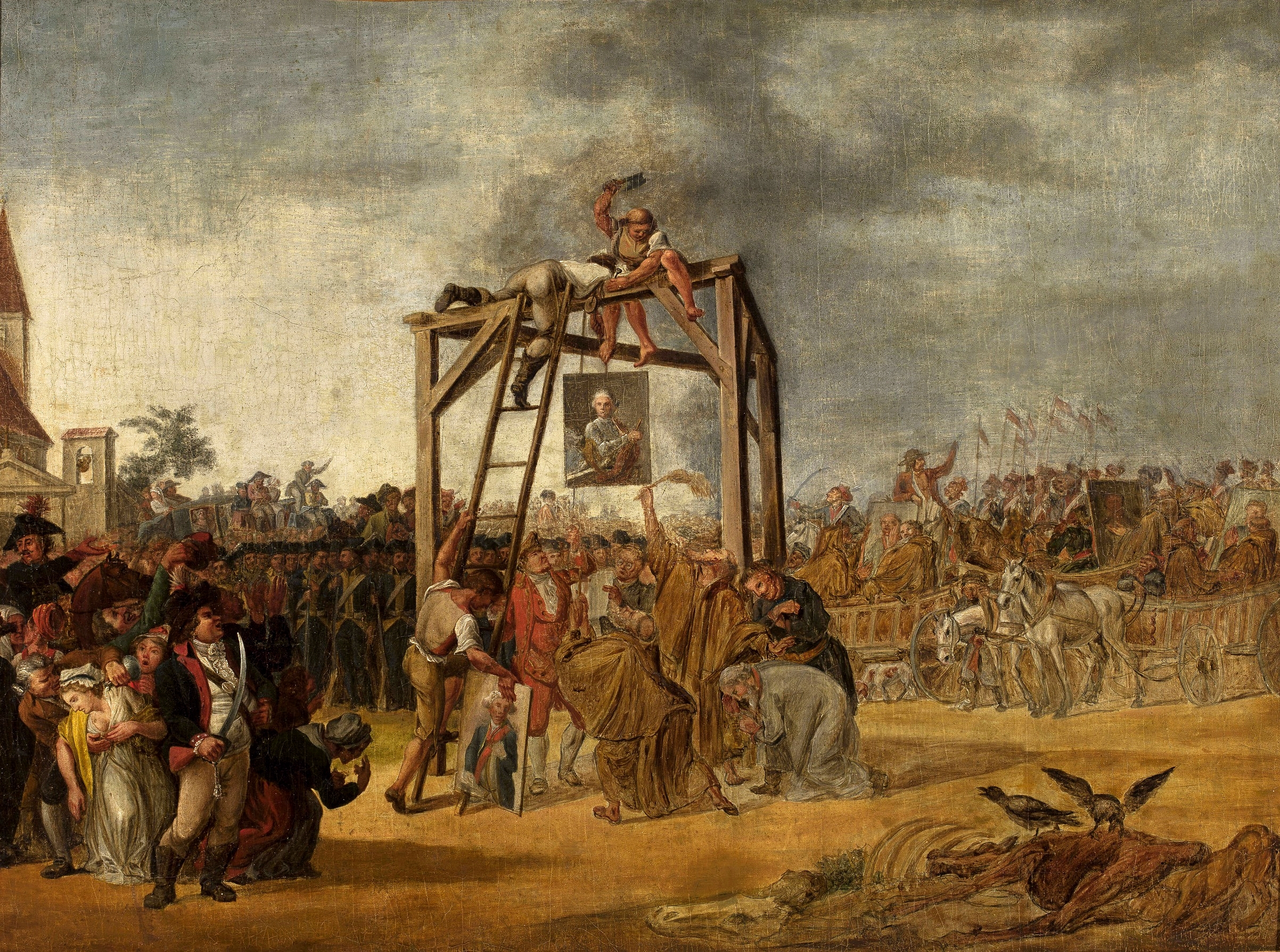
Het ophangen van de verraders van Targowica na de Opstand van Warschau, geschilderd door Jean-Pierre Norblin de La Gourdaine.

De Confederatie van Targowica (Pools: konfederacja targowicka, Litouws: Targovicos konfederacija) was een confederatie van Poolse en Litouwse magnaten die tegenstanders waren van de hervormingen van de Grote Sejm en van de Poolse Grondwet van 3 mei 1791.

## Geschiedenis
De confederatie wilde het systeem van de Gouden Vrijheid herstellen in de Pools-Litouwse Gemenebest en wilde koning Stanislaus August Poniatowski afzetten. Om dit voor elkaar te krijgen zochten ze toenadering tot Catharina II van Rusland voor haar hulp. Op 27 februari 1792 werd vervolgens in Sint-Petersburg de confederatie getekend. Later werd de confederatie afgekondigd op 14 mei in de grensplaats Targowica. Met de steun van de confederatie viel het Russische leger het Gemenebest binnen en begon de Pools-Russische Oorlog.
De Russen wisten te winnen ten op zichtte van de Polen en daardoor kon de confederatie voorlopige bestuurders aanstellen in Brest en Grodno. Daarnaast trachtte de confederatie ook om hun eigen leger samen te stellen, maar ze slaagden daar niet in. Uit angst voor Russische represailles liepen vele edelen over naar de confederatie en op 24 juli 1792. Ook koning Stanislaus August stapte over naar de confederatie van Targowica om zo een einde te maken aan de vijandelijkheden waarop de grondwet van 1791 werd geannuleerd. Na hun succesvolle opstand stapten de leiders van de confederatie uit de politiek en kwam Tweede Deling van Polen tot stand tussen het Russische Keizerrijk en Pruisen.

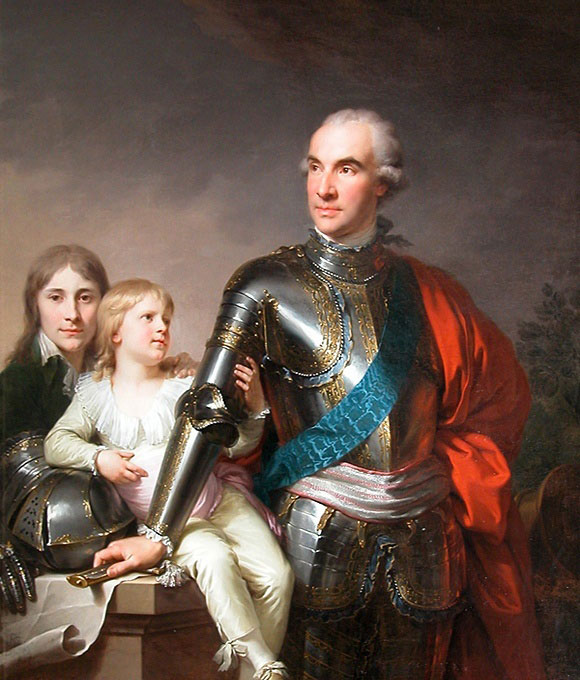
Stanisław Szczęsny Potocki

## Bekende leden van de confederatie
- Stanisław Szczęsny Potocki, maarschalk (leider) van de confederatie.
- Józef Ankwicz
- Karol Boscamp-Lasopolski
- Franciszek Ksawery Branicki
- Szymon Marcin Kossakowski
- Józef Kazimierz Kossakowski
- Piotr Ożarowski
- Felix Potocki
- Seweryn Rzewuski
- Józef Zabiełło

## Trivia
- De term Targowica werd in het Pools een synoniem voor verraad.